# Ruuttijärvet (Tärendö socken, Norrbotten, 748606-177200)
Ruuttijärvet är en sjö i Pajala kommun i Norrbotten och ingår i Kalixälvens huvudavrinningsområde.